# Лубово (гміна)
Гміна Лубово (пол. Gmina Łubowo) — сільська гміна у північно-західній Польщі. Належить до Ґнезненського повіту Великопольського воєводства.
Станом на 31 грудня 2011 у гміні проживало 6040 осіб.

## Територія
Згідно з даними за 2007 рік площа гміни становила 113.41 км², у тому числі:
- орні землі: 82.00%
- ліси: 9.00%

Таким чином, площа гміни становить 9.04% площі повіту.

## Населення
Станом на 31 грудня 2011:
| Опис     | Загалом | Загалом | Чоловіки | Чоловіки | Жінки | Жінки |
| -------- | ------- | ------- | -------- | -------- | ----- | ----- |
| одиниця  | осіб    | %       | осіб     | %        | осіб  | %     |
| все      | 6040    | 100     | 3012     | 49.87    | 3028  | 50.13 |
| міське   | 0       | 100     | 0        |          | 0     |       |
| сільське | 6040    | 100     | 3012     | 49.87    | 3028  | 50.13 |

## Сусідні гміни
Гміна Лубово межує з такими гмінами: Ґнезно, Кішково, Клецько, Победзіська, Чернеєво.